# Fjæra
Fjæra (anteriormente Åkrabotn) es una localidad del municipio de Etne en la provincia de Hordaland, Noruega. Se ubica en la parte más interior del Åkrafjorden. La ruta europea E134 atraviesa el poblado, al este del túnel de Rullestad. La capilla de Fjæra tiene su sede aquí.